# Покровка (Веселиновский район)
Покровка (укр. Покровка) — село в Вознесенском районе Николаевской области Украины.
Основано в 1771 году. Население по переписи 2001 года составляло 1027 человек. Почтовый индекс — 57046. Телефонный код — 5163. Занимает площадь 3,13 км².

## Местный совет
57045, Николаевская обл., Вознесенский р-н, с. Покровка, ул. Шевченко, 38